# Institut de recherche de la sidérurgie
L'Institut de recherche de la sidérurgie (Irsid) est l'ancien nom d'ArcelorMittal Maizières Research SA : un centre de recherche privé dépendant de la société sidérurgique ArcelorMittal (initialement Usinor puis Arcelor), situé en Lorraine à Maizières-lès-Metz. Il comprend 500 personnes dont plus de 200 chercheurs.
Ce site de recherche est spécialisé dans les domaines suivants :
- aciers pour automobile ;
- aciers pour emballage ;
- procédés de fabrication de l'acier.

## Historique
L'Irsid est créé à la fin de la Seconde Guerre mondiale, en 1946. Initialement, l'Irsid était implanté sur trois sites : Maizières-lès-Metz, Unieux (Loire, anciennement Unirec jusqu'en 1992) et Saint-Germain-en-Laye  (le siège social). Les trois établissements sont regroupés à Maizières-lès-Metz en 1994, sous l'impulsion du ministre de l'Industrie, Gérard Longuet ; le fait qu'il était à l'époque également président du conseil régional de Lorraine a suscité des soupçons de favoritisme quant au choix du lieu.